# ECAP
Die Stiftung ECAP ist ein gemeinnütziges und nicht gewinnorientiertes Institut für Erwachsenenbildung, das von dem italienischen Gewerkschaftsbund CGIL gegründet wurde. Die italienische Abkürzung ECAP steht für Ente Confederale Addestramento Professionale (Berufsbildungsverband).
ECAP ist seit 1970 in der Schweiz aktiv. 1984 wurde das Institut in eine Stiftung umgewandelt, traf eine Zusammenarbeitsvereinbarung mit dem Schweizerischen Gewerkschaftsbund SGB und anschliessend mit der spanischen Gewerkschaft Comisiones Obreras und der CGTP aus Portugal. Seit September 2006 besteht eine Kooperation mit der Gewerkschaft Unia.
Die Stiftung mit Sitz in Zürich ist eduQua-zertifiziert und verfügt seit 2016 über einen Gesamtarbeitsvertrag.

## Ziel
Die Tätigkeit orientiert sich an den solidarischen Werten der Trägerschaft der Stiftung und am Grundrecht auf Bildung. Ihr Ziel ist die Förderung der Bildung für jüngere und ältere Erwachsene, insbesondere der Migranten und der wenig qualifizierten Arbeitnehmer in der Schweiz.

## Tätigkeiten
- Allgemein-, Sprach- und Berufsbildung
- Zielpublikum: in der Schweiz lebende ausländische Arbeitnehmende
- Ausbildung von Erwachsenenbildnern und Sprach- und Kulturvermittlern
- Forschung zum Bildungsbedarf und zu den sozialen Auswirkungen von Bildung
- Projektierung, Durchführung und Evaluation neuer Bildungsmodelle
- Teilnahme an und Förderung von länderübergreifenden Bildungsaktivitäten
- Organisation von Tagungen und Studienseminaren
- Veröffentlichung von Forschungsarbeiten, Reflexionsbeiträgen und didaktischem Material

## Organisation
Das Bildungsangebot der Stiftung ist in 15 Kantonen zugänglich. Es wird von 9 Regionalstellen realisiert, die ihren Sitz in Aarau, Basel, Bern, Lamone, Luzern, Lausanne, Solothurn, Winterthur und Zürich haben.